# Thornton (Leicestershire)
Thornton es una localidad situada en el distrito de Hinckley and Bosworth, en Leicestershire, Inglaterra (Reino Unido). Según el censo de 2021, tiene una población de 1000 habitantes.
Está ubicada al oeste de la región Midlands del Este, cerca de la frontera con la región de Midlands del Oeste, de la autoridad unitaria de Leicester y de los montes Peninos.